# Ustronie (powiat gostyński)
Ustronie – wieś w Polsce położona w województwie wielkopolskim, w powiecie gostyńskim, w gminie Borek Wielkopolski. Wchodzi w skład sołectwa Dąbrówka.
Historia dzisiejszej wsi ma swój początek w leśniczówce o identycznej nazwie, która została założona w XVI wieku. Na początku XIX wieku obok stojącej leśniczówki wybudowana została owczarnia. Po uwłaszczeniu chłopów (po roku 1811) w Ustroniu utworzono folwark zajmujący obszar 150 hektarów. Po zakończeniu II wojny światowej folwark został poddany procesowi parcelacji, dzieląc się na dziesięć samodzielnych gospodarstw. W latach 1975–1998 miejscowość administracyjnie należała do województwa leszczyńskiego.
W roku 2005 Ustronie liczyło 9 gospodarstw rolnych zajmujących się hodowlą bydła oraz uprawą ziemi rolnej.